# Rhizocarpon renneri
Rhizocarpon renneri är en lavart som beskrevs av Poelt. Rhizocarpon renneri ingår i släktet Rhizocarpon och familjen Rhizocarpaceae.   Inga underarter finns listade i Catalogue of Life.